# Abdoul Mbaye
Abdoul Mbaye (ur. 13 kwietnia 1953 w Dakarze) – senegalski ekonomista i polityk, premier Senegalu od 5 kwietnia 2012 do 3 września 2013. 

## Życiorys
Urodził się w 1953. Ukończył Université Cheikh Anta Diop w Dakarze, wyższą szkołę handlową École des hautes études commerciales de Paris oraz paryską Sorbonę. 
Po zakończeniu studiów w 1976, rozpoczął pracę jako ekonomista w Departamencie Badań Centralnego Banku Państw Afryki Zachodniej (BCEAO). Z ramienia BCEAO pracował m.in. w Wybrzeżu Kości Słoniowej oraz w Międzynarodowym Funduszu Walutowym (MFW) w Nowym Jorku. W 1981 stanął na czele Departamentu Planowania MFW. 
W 1982 został dyrektorem generalnym (CEO) w senegalskim banku Banque de l’Habitat du Senegal. W 1990 uczestniczył w procesie restrukturyzacji banku BIAO-Senegal, a w 1993 objął stanowisko dyrektora generalnego powstałego w oparciu o niego nowego banku komercyjnego Compagnie Bancaire de l’Afrique Occidentale (CBAO). W tym czasie był jednym z założycieli pierwszej w Senegalu firmy leasingowej (SOGECA) oraz pierwszego funduszu inwestycyjnego (Seninvest). W 1999 rozpoczął pracę w konsorcjum bankowym Banque Senegalo-Tunisienne, a w 2006 został dyrektorem generalnym powstałego z niego banku Attijari Bank Senegal. 
Abdoul  Mbaye pełnił funkcję przewodniczącego Stowarzyszenia Banków i Instytucji Finansowych Senegalu (APBEF), a także przewodniczącego Federacji Stowarzyszenia Banków i Instytucji Finansowych w Zachodnioafrykańskiej Unii Walutowej i Gospodarczej (UEMOA).  
3 kwietnia 2012 został mianowany przez nowo zaprzysiężonego prezydenta Macky'ego Salla na urząd szefa rządu. 
4 kwietnia 2012 ogłoszony został skład nowego rządu, złożonego z 25 ministrów. Stanowiska objęli w nim współpracownicy prezydenta Salla i członkowie Sojuszu na rzecz Republiki oraz przedstawiciele opozycji, którzy w drugiej turze wyborów wsparli jego kandydaturę. 5 kwietnia 2012 rząd Mbaye'a oficjalnie rozpoczął urzędowanie.